# 来生えつこ
来生 えつこ（きすぎ えつこ、1948年3月9日 - ）は、東京都出身の作詞家。本名、来生悦子。
都立豊島高等学校、女子美術短期大学卒業。
雑誌「話の特集」、虫プロダクション、PR雑誌と編集者をつとめる。
編集者をしながらフリーライターをしていたが、弟の来生たかおの曲に詞を付けるようになり、プロの作詞家になった。弟とのコンビは多くのヒット曲を生み、ニューミュージック界を代表するゴールデン・コンビの一つとして知られる。小説家、エッセイストとしても活動している。

## 詞を提供した曲
- あおい輝彦
  - 終章(エピローグ)
- 石川優子
  - 忘れない朝
- 今井美樹
  - 黄昏のモノローグ
  - ためいき模様
  - 頬に風
  - Your Own
  - オフの恋心
- 岩崎宏美
  - 夜のてのひら
- 岩崎良美
  - 涼風
- H2O
  - 僕等のダイアリー
- 太田貴子
  - 夏にあわてないで
- 太田裕美
  - 青空の翳り
- 大橋純子
  - シルエット・ロマンス
- 岡村孝子
  - はぐれそうな天使
- 柏原芳恵
  - さよならの刺激
  - 花咲けども
  - 別れたての夜は
  - いつとはなしに
- 片平なぎさ
  - 二人のシンフォニー
- 亀渕友香
  - ジグザグ（酔いどれ天使のポルカ）
- 河合奈保子
  - ストロー・タッチの恋
  - 若草色のこころで
  - 疑問符
  - 冷たいからヒーロー
- 来生たかお
  - 夢の途中
  - Goodbye day
  - グリーン・グラス
  - 浅い夢
- 桑田靖子
  - マイ・ジョイフル・ハート
  - あいにく片想い
- 研ナオコ
  - 夜に蒼ざめて
  - 今はブルース
  - 恋の背中
- 郷ひろみ
  - セクシー・ユー (モンロー・ウォーク)
  - 女であれ、男であれ
  - 時をかさねたら
- 小林幸子
  - ふたたびの
- 斉藤由貴
  - ORACIÓN －祈り－
- さだまさし
  - ムギ
- しばたはつみ
  - マイ・ラグジュアリー・ナイト
- SHŌGUN
  - 友よ、心に風があるか
  - Puzzle
  - 風の時間
- シンシア/南沙織
  - 青空
- 杉浦幸
  - 夜を盗んで
  - 肩ごしに…
- 高橋みなみ
  - アンバランス[3]
- 武田久美子
  - 噂になってもいい
- 田原俊彦
  - ピエロ
  - 片想いキック
- ツービート
  - オレは絶対テクニシャン
- 中森明菜
  - スローモーション
  - セカンド・ラブ
  - トワイライト -夕暮れ便り-
  - サザン・ウインド
  - まぶしい二人で
  - 夏はざま
  - メランコリー・フェスタ
  - 秋はパステルタッチ
  - 地平線
  - 白い迷い
  - 恋路
- 西村知美
  - 夢色のメッセージ
  - 見えてますか、夢
- 藤井一子
  - チェック・ポイント
- 増位山太志郎
  - とにかく、あした
- 松田聖子
  - 星空のストーリー
  - さざなみウェディングロード
- 松本伊代
  - 恋のバイオリズム
  - うそがおじょうず
- 美空ひばり
  - 笑ってよムーンライト
- 南野陽子
  - さよならのめまい
  - 悲しみモニュメント
- 南佳孝
  - モンロー・ウォーク
  - ラプソディ
- 三原順子
  - ミスティー・ヒロイン
- 宮里久美
  - SUMMER LOVERS
  - INTO THE NIGHT
- 桃井かおり
  - ねじれたハートで
- 薬師丸ひろ子
  - セーラー服と機関銃
  - 語りつぐ愛に
- やしきたかじん
  - 思い出よりこの瞬間
  - 愛することを学ぶのに
  - 明日になれば
- 山口百恵
  - GET FREE
- ロス・インディオス&シルビア
  - 雨にしのんで
- 酒井法子
  - 少しづつの恋

### アニメ
- 来生たかお
  - あした晴れるか（「めぞん一刻」エンディングテーマ）
  - つまり、愛してる（「みゆき」の挿入歌）
  - 官能少女（同上）
  - 坂道の天使（同上）
  - Goodbye Day（同上）
  - 白い愁い（同上）
  - 疑惑（同上）
- ピカソ
  - ビギン・ザ・ナイト（「めぞん一刻」エンディングテーマ）
- 堀江美都子
  - グローイング・アップ（「私のあしながおじさん」オープニングテーマ）
  - キミの風（「私のあしながおじさん」エンディングテーマ）
- 森川美穂
  - ブルーウォーター（「ふしぎの海のナディア」オープニングテーマ）

## 書籍

### エッセイ
- いろはにオトコ
- 夢の途中に
- わたくし的生活
- いつでも猫がそばにいる（エッセイ集）
- 突然、失明して半身麻痺になった父を看取って（ノンフィクション）

### 小説
- エピソード（ヒット曲を元にしたラブストーリー集）
- 野ばらたち（連作小説集）
- 阪妻の縁結び（短編集）
- 涙嫌い（小説）
- 冷たくても夢中（小説）

### 歌詞集
- いつだって「夢の途中」